# 대한민국 민사소송법 제218조
대한민국 민사소송법 제218조는 기판력의 주관적 범위에 대한 민사소송법조문이다.

## 조문
제218조(기판력의 주관적 범위) (1) 확정판결은 당사자, 변론을 종결한 뒤의 승계인(변론 없이 한 판결의 경우에는 판결을 선고한 뒤의 승계인) 또는 그를 위하여 청구의 목적물을 소지한 사람에 대하여 효력이 미친다.
(2) 제1항의 경우에 당사자가 변론을 종결할 때(변론 없이 한 판결의 경우에는 판결을 선고할 때)까지 승계사실을 진술하지 아니한 때에는 변론을 종결한 뒤(변론 없이 한 판결의 경우에는 판결을 선고한 뒤)에 승계한 것으로 추정한다.
(3) 다른 사람을 위하여 원고나 피고가 된 사람에 대한 확정판결은 그 다른 사람에 대하여도 효력이 미친다.
(4) 가집행의 선고에는 제1항 내지 제3항의 규정을 준용한다.